# Азербайджанский государственный музей истории религии
Азербайджанский государственный музей истории религии — музей в Баку (Азербайджан), экспозиции которого представляют историю возникновения и развития религии. Музей находится в подчинении Министерства культуры Азербайджанской Республики.

## История
В 1967 году распоряжением Совета министров Азербайджанской ССР был создан Исторический музей атеизма.
17 сентября 1990 года распоряжением Кабинета министров музей был переименован в Государственный музей истории религии.
В июне 1993 года музей временно был переведен в Музейный центр.

## Коллекции
Собрание музея состоит из книг, рукописей, документов, фотографий, газет и журналов, художественных произведений, образцов графики, скульптуры и прочих предметов, связанных с буддизмом, иудаизмом, христианством и исламом. В фондах музея насчитывается свыше 4 тысяч экспонатов.
Коллекции буддийских экспонатов
- Памятник Будде украшенный различными камнями
- Иконы изображённые на полотне

Коллекции иудейских экспонатов
- Экземпляры Талмуда

Коллекции и комплексы христианских экспонатов
- Экземпляры Библии
- Образцы одеяний служителей церкви
- Художественные произведения написыанные на религиозные темы
- Иконы созданные на металле и полотне

Коллекции исламских экспонатов
- Рукописи Корана, собраны опубликованные в разные периоды
- Экземпляры толкований Корана
- Художественные произведения написанные азербайджанскими художниками на религиозные темы
- Различные предметы для выполнения религиозных обрядов
- Фотографии
- Газеты
- Журналы[1]

## См.также
- Список музеев Баку
- Список музеев Азербайджана